# Feliks Jasieński

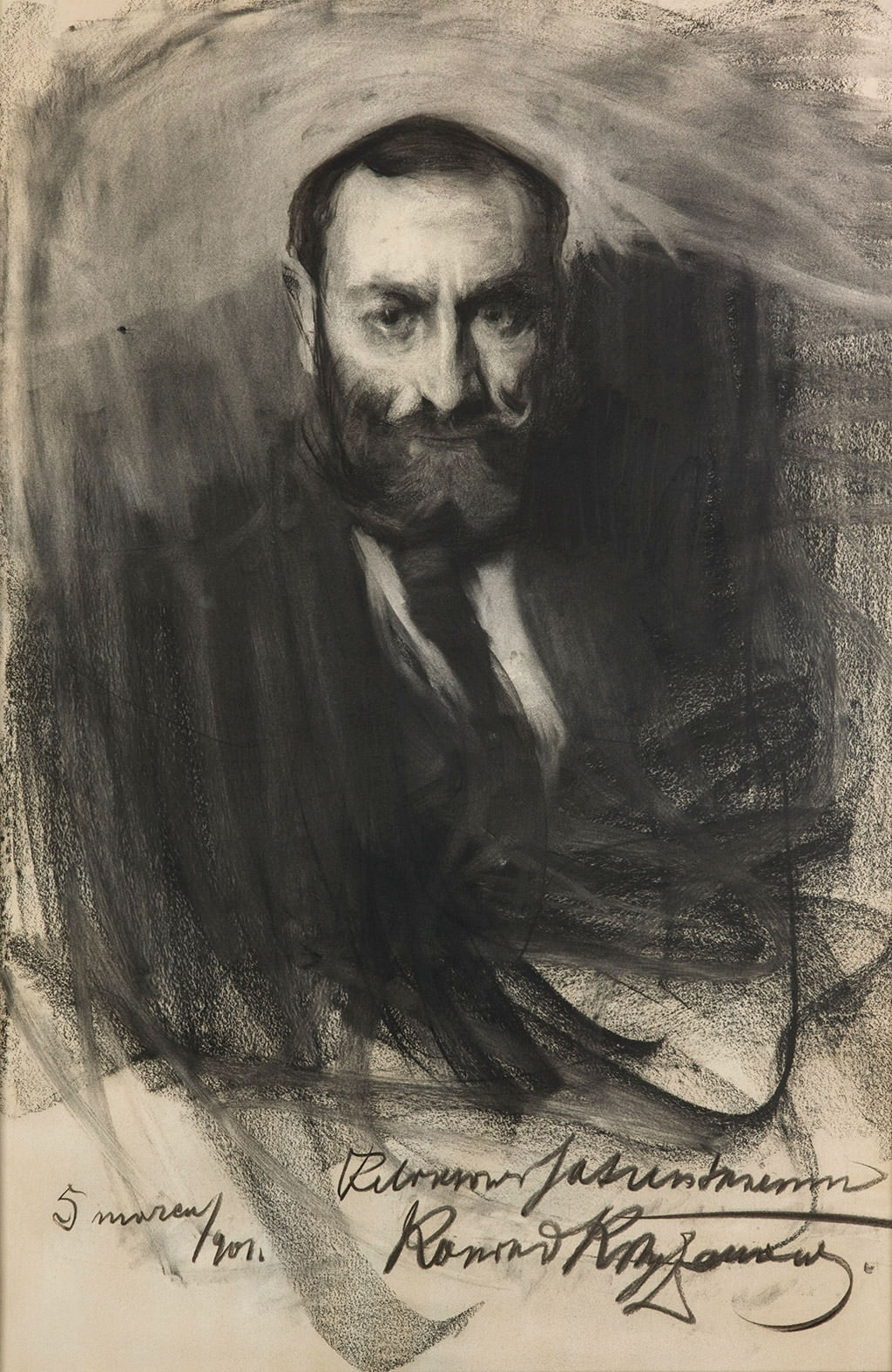
Porträt Feliks Jasieński
von Konrad Krzyżanowski, 1901

Feliks Jasieński (* 8. Juli 1861 in Grzegorzowice (im damaligen Russisch-Polen); † 6. April 1929 in Krakau) war ein polnischer Kunstsammler und Kunstkritiker, Stifter einer Sammlung japanischer Kunst in Krakau.

## Leben
Er studierte Technik in Warschau, Tartu/Dorpat, Berlin und Paris. Wegen einer Augenkrankheit verwarf er das Technikstudium und widmete sich Musik, Literatur, Kunstgeschichte. Er wohnte in Paris, kam unter den Einfluss der Gebrüder Goncourt. Er begann Grafik zu sammeln, vor allem japanische Ukiyo-e-Holzschnitte und auch andere japanische Kunstwerke. Er besuchte ständig die Pariser Antiquariate. So entstand eine bedeutende Sammlung japanischer Kunst, die Jasieński 1889 nach Warschau brachte.
Er wurde Kunst-, Musik- und Literaturkritiker. Er hielt Vorlesungen, veröffentlichte kompromisslose Artikel über die zeitgenössische Kunst. Von den Konservativen wurde er oft angegriffen.
Er schrieb unter dem Decknamen Manggha, der von der Hokusai-Holzschnittsammlung stammte.
Er veröffentlichte 1901 eine Essaysammlung unter dem Titel Manggha. Promenades à travers les mondes, l'art et les idées (Manggha. Wanderungen durch die Welten, die Kunst und die Ideen).
1901 siedelte er nach Krakau über. Seine Sammlungen beeinflussten viele Jugendstil-Künstler, wie Julian Fałat, Leon Wyczółkowski, Józef Mehoffer, Ferdynand Ruszczyc, Wojciech Weiss, Józef Pankiewicz und Stanisław Witkiewicz.
Jasieński wollte seine Sammlungen dem Warschauer Nationalmuseum vermachen; wegen einer Serie aggressiver Kritiken in der Warschauer Presse nach der Ausstellung seiner japanischen Kunstsammlung beschloss er 1920 seine Sammlungen dem Krakauer Nationalmuseum zu übergeben.
Es waren insgesamt 15.000 Exponate, darunter etwa 6500 japanische Kunstwerke. Er stellte nur eine Bedingung: Die Sammlung sollte dem Publikum zugänglich sein und als ein unzertrennbares Ganzes bleiben. Jasieński wurde ehrenamtlicher Direktor der Sammlung. Trotzdem blieben die Kunstwerke 75 Jahre lang in Kisten verpackt. Erst 1994 wurden sie im von Andrzej Wajda errichteten Zentrum für japanische Kunst und Kultur „Manggha“ ausgestellt.